# Trimlini
 Trimlini (madžarsko Hármasmalom) je naselje v Občini Lendava. Kraj je opredeljen kot območje, kjer avtohtono živijo pripadniki madžarske narodne skupnosti in kjer je poleg slovenščine uradni jezik tudi madžarščina.